# Urban Wiesing

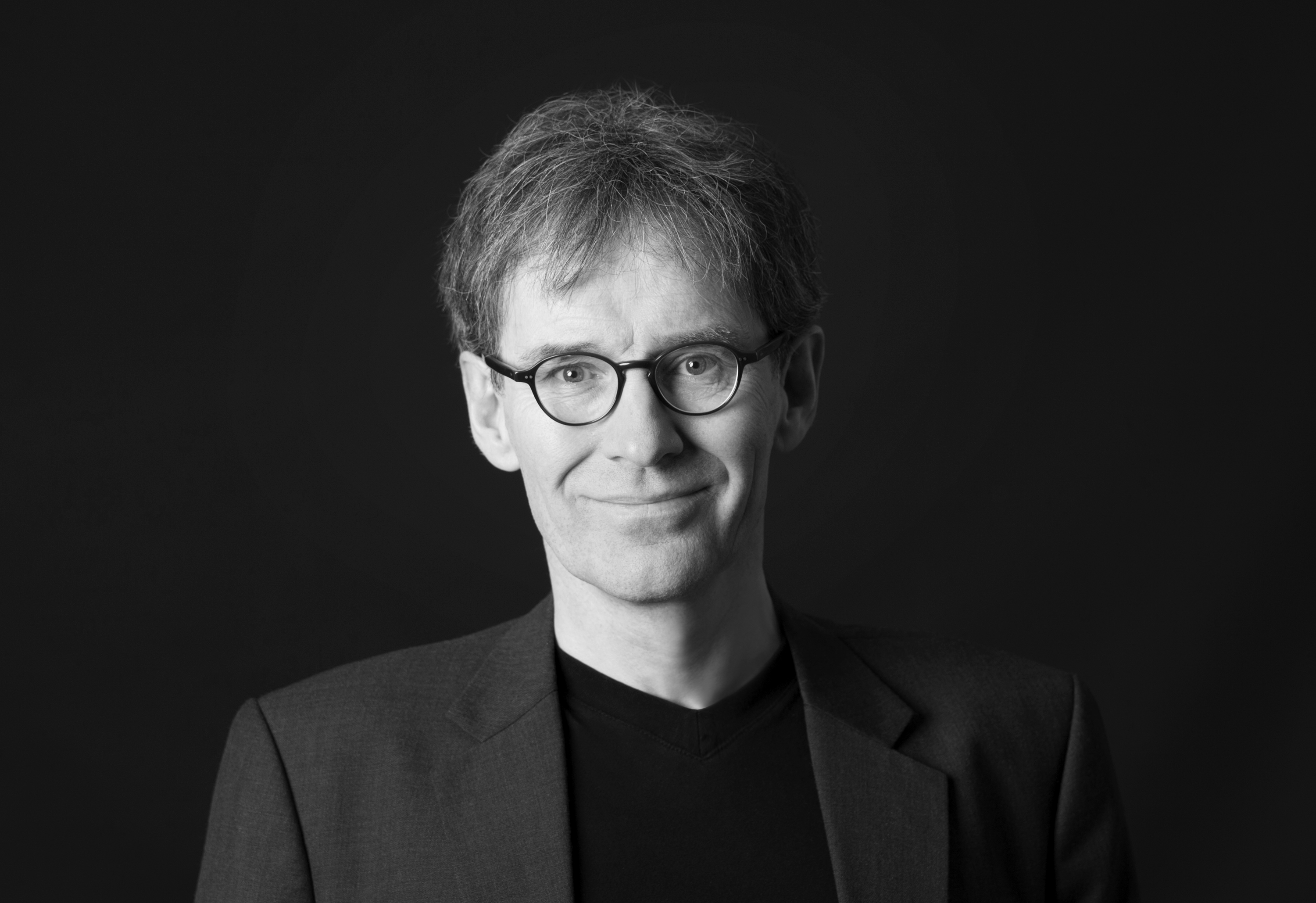
Urban Wiesing (2015)

Urban Wiesing (* 31. Juli 1958 in Ahlen) ist ein deutscher Medizinhistoriker und Medizinethiker. Er ist Direktor des Instituts für Ethik und Geschichte der Medizin der Eberhard Karls Universität Tübingen. Seine Arbeitsschwerpunkte sind Philosophie und Medizin, ethische Aspekte moderner Technologien in der Medizin und Geschichte der Medizin.

## Leben
Urban Wiesing, Bruder des Philosophen Lambert Wiesing, studierte Medizin, Philosophie, Soziologie und Medizingeschichte in Münster und Berlin und schloss 1986 mit dem Dr. med. ab. Von 1986 bis 1988 war Wiesing in der Anästhesiologie und Inneren Medizin ärztlich tätig. Von 1988 bis 1998 war er Assistent am Institut für Geschichte und Theorie der Medizin, Universität Münster (bei Nelly Tsouyopoulos und Richard Toellner). 1992 wurde er im Fach „Theorie und Geschichte der Medizin“ habilitiert, 1994 in Philosophie promoviert.
Seit 1998 hat er den Lehrstuhl für Ethik in der Medizin an der Universität Tübingen inne, seit 2002 ist er Direktor des Instituts für Ethik und Geschichte der Medizin, Universität Tübingen, dort auch seit 2007 Sprecher des Arbeitskreises Universität Tübingen im Nationalsozialismus.
Von 2004 bis 2013 war Wiesing Vorsitzender der Zentralen Ethik-Kommission bei der Bundesärztekammer, seit 2009 ist er Mitglied des Medical Ethics Committee des Weltärztebundes. 2011 wurde er Vorstandssprecher des Internationalen Zentrums für Ethik in den Wissenschaften der Universität Tübingen, seit 2015 ist er Mitglied des Vorstandes. Von 2011 bis 2013 war Wiesing Advisor und Mitglied der Working Group des Weltärztebundes zur Revision der Deklaration von Helsinki. In gleicher Funktion arbeitete er von 2015 bis 2017 an einer Revision des Genfer Gelöbnisses des Weltärztebundes und seit 2018 an der Revision des International Code of Medical Ethics des Weltärztebundes. Seit 2022 ist er erneut Mitglied der Working Group des Weltärztebundes, die an einer weiteren Revision der Deklaration von Helsinki arbeitet.
Im Sommersemester 2017 nahm er ein Senior-Fellowship am Alfried Krupp Wissenschaftskolleg in Greifswald wahr, im Jahr 2022 ein Fellowship am Hamburg Institute for Advanced Study HIAS.
2011 wurde Wiesing zum Mitglied der Nationalen Akademie der Wissenschaften Leopoldina ernannt.

## Publikationen

### Als Autor
- mit Christina Hölzle: Die In-vitro-Fertilisation – ein umstrittenes Experiment. Fakten – Leiden – Diagnosen – Ethik. Springer, Berlin 1991.
- Kunst oder Wissenschaft? Konzeptionen der Medizin in der deutschen Romantik. Frommann-Holzboog, Stuttgart-Bad Cannstatt 1995.
- Zur Verantwortung des Arztes. Frommann-Holzboog, Stuttgart-Bad Cannstatt 1995.
- Wer heilt, hat Recht? Über Pragmatik und Pluralität in der Medizin. Schattauer, Stuttgart 2004.
- mit Dagmar Schmitz: Ethische Aspekte der Genetik in der Arbeitsmedizin. Deutscher Ärzteverlag, Köln 2008.
- mit Georg Marckmann: Freiheit und Ethos des Arztes – Herausforderungen durch evidenzbasierte Medizin und Mittelknappheit. Alber, Freiburg 2009.
- mit Gian Domenico Borasio, Ralf J. Jox und Jochen Taupitz: Selbstbestimmung im Sterben – Fürsorge zum Leben. Ein Gesetzesvorschlag zur Regelung des assistierten Suizids. Kohlhammer, Stuttgart 2014. 2. vollständig überarbeitete und aktualisierte Auflage unter dem Titel: Selbstbestimmung im Sterben – Fürsorge zum Leben. Ein verfassungs-konformer Gesetzesvorschlag zur Regelung des assistierten Suizids. Kohlhammer Verlag, Stuttgart 2020.
- Indikation – Theoretische Grundlagen und Konsequenzen für die ärztliche Praxis. Kohlhammer, Stuttgart 2017.
- Heilswissenschaft – Über Verheißungen der modernen Medizin. S. Fischer Verlag, Frankfurt am Main 2020.
- Zeitenhandel. Über die Kunst der Prävention. Frommann-Holzboog, Stuttgart-Bad Cannstatt 2023

### Als Herausgeber (Auswahl)
- mit Richard Toellner (Hrsg.) Wissen – Handeln – Ethik. Strukturen ärztlichen Handelns und ihre ethische Relevanz. Gustav Fischer Verlag, Stuttgart New York 1995
- mit Richard Toellner (Hrsg.) Geschichte und Ethik in der Medizin. Gustav Fischer Verlag, Stuttgart New York 1997
- mit Ruth Chadwick, Darren Shickle und Henk ten Have (Hrsg.): The Ethics of Genetic Screening. Kluwer Academic Publishers, Dordrecht 1999.
- mit Tony McGleenan und François Ewald (Hrsg.): Genetics and Insurance. Springer, New York / Bios Scientific, Oxford 1999.
- mit Alfred Simon, Dietrich von Engelhardt (Hrsg.): Ethik in der medizinischen Forschung. Schattauer Verlag, Stuttgart 2000
- mit Frank Toepfer (Hrsg.): Richard Koch und Franz Rosenzweig. Schriften und Briefe zu Krankheit, Sterben und Tod. Agenda-Verlag, Münster 2000
- mit Jürgen Boomgaarden und Pekka Louhiala (Hrsg.): Ethical Issues in Medical Research. Berghahn, New York 2003.
- mit Frank Toepfer (Hrsg.): Zeit vor Eurer Zeit. Die Autobiographie von Richard Koch. Frommann-Holzboog, Stuttgart-Bad Cannstatt 2004.
- mit Nadia Mazouz und Micha Werner (Hrsg.): Krankheitsbegriff und Mittelverteilung. Nomos, Baden-Baden 2004
- mit Susanne Michel und Thomas Potthast (Hrsg.): Pluralität in der Medizin. Werte – Methoden – Theorien. Karl Alber, Freiburg München 2008
- Ethik in der Medizin. Ein Reader [später: Ein Studienbuch]. Reclam, Stuttgart 2004; 5. erweiterte und überarbeitete Auflage 2020.
- mit Michael Steinmann und Peter Sykora (Hrsg.): Altruism reconsidered: exploring new approaches to property in human tissue. Ashgate, Farnham 2009.
- mit Klaus-Rainer Brintzinger, Bernd Grün, Horst Junginger und Susanne Michl: Die Universität Tübingen im Nationalsozialismus (= Contubernium. Tübinger Beiträge zur Universitäts- und Wissenschaftsgeschichte. Band 73). Steiner, Stuttgart 2010, ISBN 978-3-515-09706-2.
- mit Hans-Jörg Ehni (Hrsg.): Die Deklaration von Helsinki. Revisionen und Kontroversen. Deutscher Ärzteverlag, Köln 2011
- mit Ramin Parsa-Parsi und Otmar Kloiber (Hrsg.): The Declaration of Helsinki 1964–2014. Deutscher Ärzteverlag, Köln 2014.
- mit Jens Kolata, Richard Kühl und Henning Tümmers (Hrsg.): In Fleischhackers Händen. Wissenschaft, Politik und das 20. Jahrhundert (= Schriften des Museums der Universität Tübingen. Band 8). Museum der Universität Tübingen, Tübingen 2015.
- mit Gian Domenico Borasio, Ralf J. Jox und Jochen Taupitz (Hrsg.) Assistierter Suizid. Der Stand der Wissenschaft. Mit einem Kommentar zum neuen Sterbehilfegesetz. Springer, Berlin 2017